# Skotniki (Mazovie)
Pour les articles homonymes, voir Skotniki.

Skotniki [skɔtˈniki] est un village polonais de la gmina de Teresin dans le powiat de Sochaczew et dans la voïvodie de Mazovie.